# Земен вълк
Земният вълк (Proteles cristatus) е неголям хищник от семейство Хиени, единствен представител в род Proteles. Прилича на родствената му ивичеста хиена, но е с по-малки размери и е има не 4, като нея, а 5 пръста на предните си лапи.

## Разпространение и начин на живот
Разпространен е единствено в Африка – в южните и източни части на континента. В Южна Африка (Южна Ангола, Южна Замбия и Югозападен Мозамбик) живеят животните от подвид Proteles cristatus cristatus, а в Източна (Танзания, Уганда, Кения, Сомалия) и в Североизточна Африка (Етиопия, Судан, египетското крайбрежие на Червено море) – от подвид Proteles cristatus septentrionalis.

## Особености
Земният вълк се среща предимно в песъчливите равнини; също и в саваната и в скалистите местности. Козината му е в жълто-бели и кафяви тонове, с черни вертикални ивици, минаващи през тялото му, а по гърба и тила си има дълга грива. Муцуната на животното е с остри черти, ушите му са заострени. Зъбите му (с изключение на кучешките зъби, които използва за отбрана) и челюстите не са толкова здрави.
Има тенденция земните вълци в южната част на Африка да бъдат по-дребни и леки (около 9 – 10 kg) от тези в източната ѝ част (около 14 – 15 kg). Тялото му е въобще по-дребно от това на ивичестата хиена. Отличава се със следните параметри:
- Дължина на тялото без опашката: 80 cm
- Дължина на опашката: 30 cm
- Височина при холката: 50 cm
- Маса: 7 до 15 кг (през зимата хранителните ресурси рязко намаляват и масата на земния вълк може да спадне с до 20%.)

Най-големите естествени врагове на земния вълк са лъвовете, леопардите, хиените и питоните. Той е активен през нощта, а през деня се крие в дупката си. Натрапниците прогонва без да се стига до директни сблъсъци. Когато се чувства застрашен, козината му настръхва. Освен това има 2 анални жлези, които секретират мускус, който използва за маркиране на територия (между 1 до 4 km2, според наличните хранителни ресурси), за общуване с други представители на своя вид и за отбрана (подобно на скунксовете). Мъжките земни вълци маркират територията си по-често от женските.

## Начин на живот и жизнен цикъл
Това е плахо животно с потаен начин на живот. Въпреки че по природозащитен статут е незастрашен в природата вид, съществуват известни заплахи за просъществуването му, като местния лов (заради месото и кожата му), преследване от страна на фермери, боящи се за домашните си животни, но най-вече, предвид начина му на хранене – използването на инсектициди, в селското стопанство и в други сфери.
В плен земен вълк е достигал 13-годишна възраст.

### Хранене
Диетата му се състои предимно от насекоми. За разлика от мравоядите и различни насекомоядни бозайници, земният вълк не може да копае в земята, той само леко я разравя и после чака термитите (любима плячка са тези от род Trinervitermes и бърлогата му обикновено е близо до места, където има такива, но понякога се храни и с термити от други родове – Odontotermes, Macrotermes, Hodotermes) да излязат на повърхността, след което ги хваща с дългия си лепкав език и ги поглъща. Един земен вълк може за 1 ден да унищожи 30 000 термита. В краен случай се храни с други насекоми, мишки и птичи яйца. Може да бъде видян да се навърта около мърша, но не яде нея, а ларвите на бръмбарите, личинките на мухите и разни форми на други насекоми. Във връзка с храненето си, често живее в близост до тръбозъби, а понякога си и дели бърлогата с такова животно.

### Размножаване
Достига полова зрялост на 1,5 години. Размножителният период е по различно време от годината в зависимост от местоположението на популацията. Южните популации раждат малките си обикновено в периода октомври-декември. Женската се разгонва през юни-юли и е в това положение 1 – 3 дена. Чифтосването продължава до 4 часа. Въпреки че са моногамни животни, доминиращите мъжкари могат да се чифтосват с женски от други територии.
Бременността трае 59 – 61 дена, според някои източници – 90 – 110 дена. В котилото на 1 земна вълчица обикновено има 2 – 4 малки, най-много – 6, отглеждани в дупка, която често се оказва изоставена от друго животно. Възрастните земни вълци поначало живеят поединично, но няколко женски и техните малки могат да живеят в близост едни-до други. Родителите отглеждат потомство заедно. Мъжкият брани бърлогата от хищници.
Малките обикновено остават в родната територия докато навършат 1 година. Те излизат за първи път от бърлогата на 1 месец. На 9-седмична възраст малко земно вълче започва да тършува за храна около бърлогата. На 12 седмици то придружава родителите си, когато те излизат на лов, но само на близко разстояние – неповече от 500 метра от бърлогата. Малките остават трайно в нея до навършването на 4 месеца. Тогава майката ги отбива (спира да ги кърми) напълно и те могат да започнат да ловуват сами в границите на семейната територия. През сухия сезон много от малките на животното измират, поради недостиг на храна.